# 加登脇卓真
加登脇 卓真（かどわき たくま、1987年6月12日 - ）は、京都府城陽市出身の元プロ野球選手（投手、内野手）。現在は警察官として勤める。

## 来歴・人物

### プロ入り前
中学時代はボーイズで全国制覇後、高校は京都から北海道の北照高校へ野球留学。1年からレギュラーに定着し、投打の両面で活躍した。高校通算36本塁打を記録。甲子園出場はならなかったが、3年の夏の南北海道大会決勝で、当時2年生だった駒大苫小牧高校の田中将大からホームランを放つ。

### プロ入り後
同年、超高級左腕と評された辻内崇伸と共に、投手として高校生ドラフト3位で読売ジャイアンツ（以下、巨人）に入団。しかし、一軍での出場のないまま、2008年（平成20年）10月1日に巨人から戦力外通告を受けた。その後、12球団合同トライアウトに参加したが獲得する球団は現れず、専門学校へ進学する。
2009年（平成21年）は野手（登録は内野手）に転向し、西多摩倶楽部に所属していた。
22歳で同い年の女性と結婚。
2010年（平成22年）、四国・九州アイランドリーグ・香川オリーブガイナーズに入団。登録は内野手である。香川で捕手を務めていた西森将司はボーイズ・高校時代の同級生で、5年ぶりにチームメイトとなった。
2011年（平成23年）度公式戦終了後の10月14日、今季の契約期間満了をもって本人の意思で退団することが発表された。この年に長女が誕生し、当時の月給は12万円であり、この月給ではこの先家族を養い続けることはできないと判断し、プロ野球を諦める覚悟を決めた。

### 引退後
プロ野球選手を夢見る前に憧れていた警察官を目指し、10ヶ月間毎日6時間以上の勉強に励み、2012年（平成24年）に警視庁の警察官採用試験に合格し入庁。1年3ヶ月の交番勤務を経て、2015年4月から第4機動隊（「鬼の4機」の異名を持ち、主な任務は国会議事堂や総理大臣官邸等の警備）に所属している。
また、第4機動隊が創部した警視庁野球部で投手及び野手としてプレーしている。2016年（平成28年）6月11日には、加登脇の仲介により読売ジャイアンツ球場で警視庁野球部と巨人三軍の交流試合が実現し、自身は4番・指名打者（DH）でスタメン出場。第4打席で特大ファウルでスタンドを沸かせたものの、空振り三振・同・凡打・同（セカンドゴロ）の4打数無安打に終わり、チームも無安打で0-9で敗れた

## 詳細情報

### 年度別投手成績
- 一軍公式戦出場なし

### 年度別打撃成績（独立リーグ）
| 年 度     | 球 団     | 試 合 | 打 数 | 得 点 | 安 打 | 本 塁 打 | 打 点 | 盗 塁 | 犠 打 | 犠 飛 | 四 球 | 死 球 | 三 振 | 打 率 | 出 塁 率 |
| --------- | --------- | ----- | ----- | ----- | ----- | -------- | ----- | ----- | ----- | ----- | ----- | ----- | ----- | ----- | -------- |
| 2010      | 香川      | 57    | 130   | 19    | 30    | 9        | 25    | 0     | 0     | 3     | 19    | 3     | 35    | .231  | .342     |
| 2011      | 香川      | 56    | 134   | 20    | 34    | 1        | 15    | 0     | 0     | 0     | 14    | 7     | 34    | .248  | .348     |
| 通算：2年 | 通算：2年 | 113   | 264   | 39    | 64    | 10       | 40    | 0     | 0     | 3     | 33    | 10    | 69    | .242  | .345     |

### 背番号
- 67 （2006年 - 2008年）
- 55 （2010年 - 2011年）